# Tatzó d'Amunt
Tatzó d'Amunt (en francès Taxo d'Amont), és un poble del terme comunal de Sant Andreu de Sureda, a la comarca del Rosselló, de la Catalunya Nord.
Se situa en el sector nord-est del terme comunal al qual pertany, a prop de 2 quilòmetres en línia dreta al nord-est del vilatge de Sant Andreu de Sureda.

## Història[2]
El poble de Tatzó d'Amunt, que antigament havia tingut terme propi, amb Tatzó d'Avall, nasqué com a cel·la monàstica de Sant Vicenç, després possessió, del monestir de Sant Andreu de Sureda. Hi havia castell (Castell de Tatzó d'Amunt) i al segle xiii hi va arribar a haver l'Hospital de Tatzó d'Amunt, amb 10 llits, que era servit per frares hospitalers.

## Etimologia
Apareix el 1011 com a Tazon (avui Tatzó d'Avall), escrit villa Tacidone el 967. Per a Tatzó d'Avall: Tedzon 1128, Totzon 1200, Tazo 1102, Tatzo 1103, Tatzo 1157 (Repertori toponímic de Pere Ponsich, 1980, 26).